# Torna a 2013. évi nyári európai ifjúsági olimpiai fesztiválon
A 2013. évi nyári európai ifjúsági olimpiai fesztiválon a torna versenyszámait Utrechtben rendezték. Nyolc férfi és hat női számban hirdettek győztest.

## Összesített éremtáblázat
| A 2013. évi nyári európai ifjúsági olimpiai fesztivál összesített éremtáblázata tornában | A 2013. évi nyári európai ifjúsági olimpiai fesztivál összesített éremtáblázata tornában | A 2013. évi nyári európai ifjúsági olimpiai fesztivál összesített éremtáblázata tornában | A 2013. évi nyári európai ifjúsági olimpiai fesztivál összesített éremtáblázata tornában | A 2013. évi nyári európai ifjúsági olimpiai fesztivál összesített éremtáblázata tornában | Olimpia  |
| ---------------------------------------------------------------------------------------- | ---------------------------------------------------------------------------------------- | ---------------------------------------------------------------------------------------- | ---------------------------------------------------------------------------------------- | ---------------------------------------------------------------------------------------- | -------- |
|                                                                                          | Ország                                                                                   | Arany                                                                                    | Ezüst                                                                                    | Bronz                                                                                    | Összesen |
| 1.                                                                                       | Oroszország                                                                              | 7                                                                                        | 3                                                                                        | 3                                                                                        | 13       |
| 2.                                                                                       | Egyesült Királyság                                                                       | 5                                                                                        | 4                                                                                        | 2                                                                                        | 11       |
| 3.                                                                                       | Olaszország                                                                              | 2                                                                                        | 0                                                                                        | 2                                                                                        | 4        |
| 4.                                                                                       | Franciaország                                                                            | 0                                                                                        | 2                                                                                        | 1                                                                                        | 3        |
| 5.                                                                                       | Németország                                                                              | 0                                                                                        | 2                                                                                        | 0                                                                                        | 2        |
|                                                                                          | Románia                                                                                  | 0                                                                                        | 1                                                                                        | 3                                                                                        | 4        |
| 7.                                                                                       | Görögország                                                                              | 0                                                                                        | 1                                                                                        | 0                                                                                        | 1        |
|                                                                                          | Hollandia                                                                                | 0                                                                                        | 1                                                                                        | 0                                                                                        | 1        |
| 9.                                                                                       | Fehéroroszország                                                                         | 0                                                                                        | 0                                                                                        | 1                                                                                        | 1        |
|                                                                                          | Horvátország                                                                             | 0                                                                                        | 0                                                                                        | 1                                                                                        | 1        |
|                                                                                          | Litvánia                                                                                 | 0                                                                                        | 0                                                                                        | 1                                                                                        | 1        |
|                                                                                          | Törökország                                                                              | 0                                                                                        | 0                                                                                        | 1                                                                                        | 1        |
|                                                                                          |                                                                                          |                                                                                          |                                                                                          |                                                                                          |          |
| Összesen                                                                                 | Összesen                                                                                 | 14                                                                                       | 14                                                                                       | 15                                                                                       | 43       |

## Férfi
| A 2013. évi nyári európai ifjúsági olimpiai fesztivál érmesei férfi tornában |                                                                         |                                                                              |                                                                             |
| Versenyszám                                                                  | Arany                                                                   | Ezüst                                                                        | Bronz                                                                       |
| Nyújtó                                                                       | Olaszország Carlo Macchini · 14.100                                     | Oroszország Valentin Starikov · 13.950                                       | Horvátország Tin Srbic · 13.900                                             |
| Korlát                                                                       | Oroszország Ivan Stretovich · 14.650                                    | Egyesült Királyság Brinn Bevan · 14.550                                      | Törökország Ahmet Önder · 14.500                                            |
| Talaj                                                                        | Oroszország Valentin Starikov · 14.250                                  | Egyesült Királyság Brinn Bevan · 14.150                                      | Litvánia Tomas Kuzmickas · 14.150                                           |
| Lólengés                                                                     | Egyesült Királyság Nile Wilson · 13.950                                 | Görögország Antonios Tantalidis · 13.900                                     | Oroszország Valentin Starikov · 13.550                                      |
| Gyűrű                                                                        | Egyesült Királyság Nile Wilson · 14.100                                 | Franciaország Paul Degouy · 13.700                                           | Oroszország Ivan Stretovich · 13.700                                        |
| Ugrás                                                                        | Oroszország Kirill Popatov · 14.625                                     | Oroszország Valentin Starikov · 14.300                                       | Fehéroroszország Viktar Hrankoŭski · 14.175                                 |
| Egyéni összetett                                                             | Egyesült Királyság Brinn Bevan · 85.200                                 | Egyesült Királyság Nile Wilson · 83.700                                      | Oroszország Ivan Stretovich · 82.000                                        |
| Csapat összetett                                                             | Egyesült Királyság · Nile Wilson · Brinn Bevan · Jay Thompson · 169.550 | Oroszország · Valentin Starikov · Ivan Stretovich · Kirill Popatov · 167.300 | Olaszország · Carlo Macchini · Marco Sarrugerio · Nicola Brtolini · 161.300 |

## Női
| A 2013. évi nyári európai ifjúsági olimpiai fesztivál érmesei női tornában |                                                                               |                                                                           |                                                                 |
| Versenyszám                                                                | Arany                                                                         | Ezüst                                                                     | Bronz                                                           |
| Gerenda                                                                    | Oroszország Maria Bondareva · 14.250                                          | Hollandia Eythora Thorsdottir · 13.800                                    | Franciaország Claire Martin · Románia Andreea Iridon · 13.750   |
| Felemás korlát                                                             | Olaszország Martina Rizzelli · 14.150                                         | Franciaország Louise Vanhille · 13.950                                    | Olaszország Tea Ugrin · 13.700                                  |
| Talaj                                                                      | Oroszország Maria Kharenkova · 13.950                                         | Németország Kim Janas · 13.750                                            | Románia Silvia Zarzu · 13.750                                   |
| Ugrás                                                                      | Egyesült Királyság Ellie Downie · 14.475                                      | Románia Laura Jurcă · 14.375                                              | Egyesült Királyság Tyesha Mattis · 14.300                       |
| Egyéni összetett                                                           | Oroszország Maria Kharenkova · 54.950                                         | Németország Kim Janas · 54.950                                            | Egyesült Királyság Tyesha Mattis · 54.800                       |
| Csapat összetett                                                           | Oroszország · Maria Bondareva · Maria Kharenkova · Viktoria Kuzmina · 110.300 | Egyesült Királyság · Tyesha Mattis · Ellie Downie · Amy Tinkler · 109.750 | Románia · Laura Jurcă · Andreea Iridon · Silvia Zarzu · 108.800 |